# The Love Witch
The Love Witch (La bruixa de l'amor) és una comèdia de terror (horror comedy) estatunidenca editada, dirigida, produïda i composta el 2016 per Anna Biller, una autora amb clares influències de la filmologia feminista. El film, ambientat en l'actualitat, pren com a protagonista una bruixa que fa servir la màgia i els encanteris per fer que els homes s'enamorin d'ella; tot plegat amb uns resultats espantosos. Rodada a Los Angeles i Eureka (Califòrnia), la pel·lícula va estrenar-se al Festival Internacional de Cinema de Rotterdam i el maig de 2016, durant el Marché du Film del Festival Internacional de Cinema de Canes, Oscilloscope Laboratories va adquirir-ne els drets per a la seva distribució. Es va rodar en 35mm i les còpies que se’n van fer van fer-se a partir d'un tall del negatiu original. La crítica l'ha rebuda positivament per l'homenatge paròdic que fa del cinema de terror i dels films en Technicolor dels anys 60, que combina amb una reflexió profunda sobre els rols de gènere contemporanis.

## Descripció
A The Love Witch el personatge de bruixa funciona com a metàfora de la dona, de qui es pressuposa, per la seva condició, que és objecte de la por dels homes i que posseeix de manera innata una propensió a la intuïció, la maternitat i la fetilleria. El personatge protagonista del film, una jove que fa servir la màgia per fer que els homes se n'enamorin, personifica l'arquetip de la femme fatale. A banda, la pel·lícula s'endinsa en l'estètica camp dels films de terror dels seixanta i explora, des d'una perspectiva femininista, temes com l'amor, el desig i el narcisisme.
Tant la creació d'un set de rodatge i uns dissenys de vestuari elaborats com la voluntat d'oferir una paleta de colors capaç de coincidir amb la del Tecnicolor són prova de l'elevada estilització del film, que imita el look dels seixanta tot i estar ambientat en l'actualitat (per la qual cosa s'hi veuen cotxes i telèfons mòbils moderns).

## Argument
La pel·lícula comença amb l'Elaine, una bruixa jove i bonica que condueix cap a Arcata (Califòrnia) per començar una nova vida després que el seu marit, en Jerry, s'hagi mort (tot i suggerir-se clarament que ella n'és precisament la causant). Quan hi arriba, l'Elaine lloga una habitació en una casa d'estil victorià propietat de la Barbara, la seva mentora, que ha estat conservada per la decoradora d'interiors de la casa, la Trish Manning. Amb la intenció de fer amistat amb la jove, la Trish porta l'Elaine a una casa de te on es troben amb el seu marit, en Richard, que queda immediatament corprès per l'Elaine des del moment en què creuen mirades. Amb l'esperança de trobar un nou amant, l'Elaine escenifica un ritual per tal de conèixer un nou home i ben aviat coneix en Wayne, un professor de literatura a la universitat local.
Tots dos viatgen cap a la casa de camp d'en Wayne i, allà, ella li fa prendre un beuratge que conté al·lucinògens. Tots dos tenen relacions sexuals i això provoca que en Wayne es torni insegur i sentimental, la qual cosa fa que l'Elaine deixi de trobar-lo atractiu i hi perdi l'interès. Mor l'endemà i l'Elaine l'enterra juntament amb una ampolla embruixada. Ràpidament decideix que el següent home que provarà de seduir serà en Richard i, un dia, aprofitant que la Trish és fora, el convida a la seva habitació i li fa beure, també a ell, una poció. A conseqüència d'això, en Richard s'obsessionarà amb l'Elaine, que es veurà obligada a tallar amb ell.
Mentrestant i sense que l'Elaine ho sàpiga, un dels companys de feina d'en Wayne n'ha denunciat la desaparició, cosa que portarà l'agent de policia Griff a investigar-ne el cas i a descobrir el cadàver d'en Wayne i l'ampolla embruixada. Les proves l'acaben conduint cap a l'Elaine, però com que ell també se n'acaba enamorant, en un primer moment refusa de creure’s que ella seria capaç d'assassinar algú, cosa que provoca la ira de l'Steve, el seu company de feina. L'Elaine el correspon i està tan convençuda que és l'home del seus somnis que fins i tot simulen unes noçes amb el seu sàbat en una fira renaixentista.
Mentrestant, un Richard lúgubre decideix suïcidar-se a la banyera, on la Trish el troba més tard. Abatuda, la Trish convida l'Elaine a fer un te, s'emprova l'anell que en Griff va donar a l'Elaine a la boda falsa i s'oblida de tornar-l'hi. La Trish decideix anar a l'apartament de l'Elaine per tornar-li l'anell, però quan hi arriba descobreix un altar amb els amants morts de l'Elaine i, de retruc, que el seu marit n'era un. L'Elaine l'enxampa i totes dues comencen a barallar-se fins que la Trish marxa de l'apartament. Després l'Elaine queda de trobar-se al cabaret amb en Griff, que l'acusa de les morts d'en Wayne i en Richard. Li diu que hi ha mostres d'ADN que la relacionen amb tots dos, com l'ampolla embruixada d'en Wayne o els objectes que la Trish li va donar al Richard i que implicarien l'Elaine en el seu suïcidi. Malgrat el seu amor inicial, en Griff es resisteix a deixar anar l'Elaine sense càstig. Els clients del cabaret, que tenen prejudicis contra les bruixes, escolten la conversa i intenten fer mal a l'Elaine. En Griff l'ajuda a fugir i tots dos tornen a l'apartament, on ella es revenja d'ell per no haver-la estimat com calia.

## Repartiment principal
- Samantha Robinson: Elaine
- Gian Keys: Griff
- Laura Waddell: Trish
- Jeffrey Vincent Parise: Wayne
- Jared Sanford: Gahan
- Robert Seeley: Richard
- Jennifer Ingrum: Barbara
- Clive Ashborn: Professor King
- Stephen Wozniak: Jerry
- Elle Evans: Star

## Desenvolupament i producció
The Love Witch és una de les últimes pel·lícules en haver tallat un negatiu de càmera original en un film de 35 mm. De fet, va ser l'única pel·lícula nova (no clàssica) d'aquest format que es va poder veure al Festival Internacional de Cinema de Rotterdam. Anna Biller, inspirada en el Tecnicolor del 60, va dissenyar els sets de rodatge i el vestuari per emular l'estil de les pel·lícules clàssiques de Hollywood i va col·laborar de molt a prop amb un habitual seu, el director de fotografia M. David Mullen (expert en cinematografia d'època i nominat en dues ocasions als Premis Independents Spirit), per tal de crear l'estil de llum dura propi d'aquest gènere cinematogràfic. A les escenes de cotxe es va fer servir la retroprojecció per donar glamur a l'actriu principal i també com a homenatge al començament de la pel·lícula Els ocells de Hitchcock.
Els actors també van actuar seguint un clàssic estil «presentacional» i l'actriu protagonista, la Samantha Robinson, va rebre nombrosos elogis pel seu acting estilitzat.
Al seu compte de Twitter, l'Anna Biller va compartir que molts dels membres de l'equip eren contraris al concepte del film fins al punt que varen intentar sabotejar-ne el progrés.
A casa nostra, la pel·lícula es va poder veure al Festival Internacional de Cinema Fantàstic de Catalunya el 9 d'octubre de 2016. En general, la crítica va fer-ne una valoració positiva; una valoració que el públic, però, no va compartir, si més no de manera tan consensuada. El 2018, el cicle de cinema a la fresca del CCCB, el Gandules, va incloure el film com a part de la seva programació feminista i el va projectar el 23 d'agost.

## Recepció

### Recepció de la crítica
The Love Witch va rebre bones crítiques. Al web de crítiques Rotten Tomatoes, el film ha estat aprovat en un 95% basant-se en 100 crítiques, amb una nota mitjana de 7,6/10. La crítica consensuada del web comenta que:
| «                 | The Love Witch offers an absorbing visual homage to a bygone era, arranged subtly in service of a thought-provoking meditation on the battle of the sexes. | The Love Witch constitueix un absorbent homenatge visual a una època passada, disposat de manera subtil i al servei d'una reflexió sobre la batalla dels sexes. | » |
| — Rotten Tomatoes | | |   |

A Metacritic i, basant-se en 27 crítiques, el film obté una mitjana de 82 sobre 100 i se’l qualifica com a «digne d'aplaudiment universal», i apareix en conseqüència a la llista de “pel·lícules Metacritic que s'han de veure”. A una ressenya del New York Times, A. O. Scott va dir que:
| «            | Ms. Biller's movie, like its heroine, presents a fascinating, perfectly composed, brightly colored surface. What's underneath is marvelously dark, like love itself. | La pel·lícula de la senyora Biller, com la seva heroïna, mostra una superfície perfectament encalmada i brillantment acolorida, però el que s'hi amaga a sota és, com l'amor mateix, meravellosament fosc. | » |
| — A.O. Scott | | |   |

The Love Witch figura al lloc 30 de la llista de pel·lícules de terror de Rotten Tomatoes. També va fer-se un lloc a la llista de les deu millors pel·lícules de terror del 2016 de Rolling Stone, la llista de millors pel·lícules del 2016 del New Yorker i la llista de millors pel·lícules del 2016 de IndieWire.

### Premis i nominacions
The Love Witch va guanyar el Premi Trailblazer i el de Millor Disseny de Vestuari als Premis del Cercle de Crítics de Cinema Independent de Chicago, i també va guanyar el Premi a la Millor Pel·lícula Michael Cimino als Premis de Cinema Independent dels Estats Units. El Cercle de Crítics de Cinema de Dublín va atorgar a M. David Mullen el premi a la Millor Fotografia. Samantha Robinson va ser nominada com a Millor Actriu als Premis Fangoria Chainsaw del 2017 i Emma Willis va ser nominada al Premi de la Fita Tècnica pel maquillatge i els cabells del film al Cercle de Crítics de Cinema de Londres. En un editorial del New York Times, A. O. Scott va expressar que l'Anna Biller era mereixedora de rebre un Premi de l'Acadèmia (Oscar) al millor guió original per The Love Witch.